# Visby läroverkssamling
Visby läroverkssamling är en stor samling av gamla och värdefulla böcker.
Samlingen omfattar 25–30 000 verk, de äldsta från 1494. Böckerna har samlats av Visby högre allmänna läroverk och Visby gymnasium och dessas föregångare. 1956 överfördes samlingen från statlig ägo till det kommunala Visby stadsbibliotek. Sedan 2001 förvaras samlingen i Almedalsbiblioteket (bildat 2001 av Visby stadsbibliotek och Högskolan Gotlands bibliotek).
Katalogisering av samlingens äldre verk startades 1998 av förre landsarkivarien Sten Körner och omfattar drygt 5 500 titlar. Samlingen innehåller verk på mer än 20 språk med tyngdpunkt på religion (däribland åtskilliga gamla biblar), antikens kultur, litteratur och vetenskaper.